# Bergsvatnet
Bergsvatnet är en insjö som ligger i Høyangers kommun i Vestland fylke i västra Norge. Den ligger 600 meter över havet och har en yta på 3,27 kvadratkilometer.